# Parastenophis betsileanus
Parastenophis betsileanus är en ormart som beskrevs av Günther 1880. Parastenophis betsileanus är ensam i släktet Parastenophis som ingår i familjen snokar.
Inga underarter finns listade i Catalogue of Life.
Arten förekommer i regnskogar på Madagaskar. Den vistas i låglandet och i bergstrakternas låga delar. Denna orm besöker ibland områden intill skogarna, till exempel byar. Individerna klättrar ofta i träd men de vistas även på marken. De jagar ödlor, till exempel kameleonter av släktet Furcifer. Honor lägger ägg.
Regionalt är skogsavverkningar ett hot mot beståndet. Parastenophis betsileanus är fortfarande vanligt förekommande. Den listas av IUCN som livskraftig (LC).